# Žitomir (Ukrajina)
Žitomir (ukrajinski: Житомир, ruski: Житомир, njemački: Schytomyr, poljski: Żytomierz, hebrejski: זשיטאָמיר) je grad u središnjoj Ukrajini, ujedno središte Žitomirske oblasti. Grad predstavlja jedno od najstarijih ukrajinskih kulturnih središta. U kasnom srednjem vijeku grad su velikom broju naselili Poljaci, a za vrijeme Sovjetskog Saveza i hladnog rata predstavljao je jedno od ključnih znanstvenih središta za razvoj avioindustrije.

## Povijest
Prema legendi Žitomir je osnovan oko 884. godine, a ime je dobio po vojskovođi Žitomiru, ujedno knezu slavenskog odnosno ukrajinskog plemena Derevljana. Godina 884. koja upućuje na vrijeme osnutka grada, pronađena je uklesana u veliki kamen koji datira u razdoblje čak iz vremena Ledenog doba. Kamen se i dalje nalazi na brdu iznad grada, gdje je grad Žitomir u samom početku i osnovan. Prvi jasni zapisi o gradu datiraju iz 1240. godine kada je bio opljačkan od mongolske horde predvođene Batu-kanom.
Nakon pada Kijevske Rusi, Žitomir je 1320. postao dio Velikog Vojvodstva Litve, a primio je Magdeburško pravo 1444. godine. Nakon Lublinske unije 1569. godine, grad se našao u sastavu Poljskog Kraljevstva, a nakon 1667. i potpisivanja Andrusovskog sporazuma, postao je glavni grad Kijevskog vojvodstva.
U drugoj podjeli Poljske 1793. postao je dio Ruskog Carstva te glavni grad ukrajinske regije Volinije. Tijekom kratkog razdoblja ukrajinske neovisnosti u sklopu Ukrajinske Narodne Republike, nekoliko tjedana 1918. bio je glavni grad. Od 1920. grad se nalazi u sklopu SSSR-a odnosno Sovjetske Ukrajine.
Tijekom Drugog svjetskog rata Žitomir i šira okolica bili su tri godine pod njemačkom nacističkom okupacijom i sjedište vojnog štaba Heinricha Himmlera u Ukrajini.

## Zemljopis
Žitomir se nalazi u središnjoj Ukrajini na rijekama Teterivu i Kamenci, udaljen 130 km od Kijeva, 165 km željeznicom i 131 km cestom. Cijela Žitomirska oblast prožeta je s nekoliko brzih rijeka i starinskom šumom pa tako i grad Žitomir te njegova bliža okolica.

## Stanovništvo
Prema podacima iz 2005. godine grad je imao 277.900 stanovnika, prema procjeni stanovništva iz 2008. godine grad je imao 274.000 stanovnika.

## Gradovi prijatelji
- Kutaisi, Gruzija
- Montana, Bugarska

## Poznate osobe
- Sergej Koroljov, ukrajinski i sovjetski znanstvenik
- Ossip Bernstein, francuski šahist
- Chajim Nachman Bialik, židovski pisac
- Tadeusz Borowski, poljski pisac i novninar

## Galerija
- Žitomirska katedrala Presvetog Preobraženja
- Muzej astronauta Sergija Koroljova
- Dramsko i glazbeno kazalište u Žitomiru
- Crkva Svetog Ivana u Žitomiru

## Vanjske poveznice
- Službena stranica grada  Arhivirana inačica izvorne stranice od 10. siječnja 2003. (Wayback Machine)

### Ostali projekti
|  | Zajednički poslužitelj ima još gradiva o temi Žitomir |